# I Fridolins spår
I Fridolins spår är ett album från 2008 av den svenske vissångaren Lars Anders Johansson. Skivan består av egna tonsättningar av dikter av Erik Axel Karlfeldt.

## Tillkomst
Lars Anders Johansson fastnade för Erik Axel Karlfeldt på allvar när han hörde att Evert Taube hade hållit Karlfeldt som en viktig inspirationskälla. Till skillnad från tidigare framträdande tonsättare av Karlfeldts dikter, som Wilhelm Peterson-Berger, ville Johansson ta vara på dikternas starka band till vistraditionen. Dikturvalet hade ingen medveten tanke, men Johansson har föreslagit att flera av de valda dikterna förmedlar en känsla av brytningstid, vilket gör dem aktuella i samtiden. Flora och Bellona från 1918 är den samling som flest dikter är hämtade från.

## Mottagande
Alexander Agrell skrev i Sydsvenskan: "Johanssons melodiösa egna tonsättningar och folkmusikkänslan passar Karlfeldts dikter perfekt. Det ålderdomliga språket och bilderna kommer till liv, kvaliteterna hos EAK görs lättillgängliga för den som är van vid sång, men otränad på poesiläsning. ... Johansson använder mycket energi och temperament och kan variera fraseringen inom en och samma textrad. En imponerande satsning." I Svenska Dagbladet skrev Magnus Eriksson: "Bäst fungerar det när han lyfter fram den karlfeldska textens inneboende musikalitet i spröda melodier och lågmält folkrockiga arrangemang. Men Lars Anders Johansson har också en olycklig faiblesse för trubaduriskt mustiga melodier, och han ökar gärna kraften i framförandet efter hand."

## Låtlista
| Nr           | Titel                                     | Längd |
| ------------ | ----------------------------------------- | ----- |
| 1.           | Adrian Brushane                           | 3:40  |
| 2.           | Jag lever allena                          | 2:39  |
| 3.           | Härolden                                  | 3:33  |
| 4.           | Böljeby-vals (Duett med Emma Härdelin)    | 3:44  |
| 5.           | Maj i Munga                               | 3:11  |
| 6.           | Gamle drängen                             | 2:35  |
| 7.           | I Fridolins spår                          | 6:26  |
| 8.           | Oxen i Sjöga                              | 3:30  |
| 9.           | Helig lund                                | 3:01  |
| 10.          | Aspåkers-polska (Duett med Emma Härdelin) | 2:01  |
| 11.          | Stadens sångmö                            | 3:48  |
| 12.          | Tuna ting II                              | 5:23  |
| 13.          | Vandring                                  | 4:21  |
| Total längd: | Total längd:                              | 47:52 |